# Jenny Fransson
Anna Jenny Eva Maria Magnusson-Fransson (* 18. Juli 1987 in Karlstad) ist eine schwedische Ringerin. Sie wurde 2012 Weltmeisterin in der Gewichtsklasse bis 72 kg Körpergewicht.

## Werdegang
Jenny Fransson begann als Jugendliche im Alter von sieben Jahren 1994 beim Ringerverein Gällivare SK mit dem Ringen. Jetzt gehört die untersetzte, 1,68 Meter große Athletin dem Sportclub Klippans BK an. Seit sie der Nationalmannschaft angehört, wird sie hauptsächlich von Fariborz Besarati trainiert. Bisher startete sie immer in der Gewichtsklasse bis 72 kg Körpergewicht, der schwersten Gewichtsklasse im Frauenringen. Zurzeit ist Ringen auch ihr Beruf. Als Hobby gibt sie Kochen an.
Internationale Meisterschaften bestreitet Jenny Fransson seit 2004. Ihren ersten großen Erfolg hatte sie im Jahre 2006, als sie in Szombathely Junioren-Europameisterin vor Wassilissa Marsaljuk aus Belarus wurde. Ihr erster Medaillengewinn bei einer internationalen Meisterschaft bei den Frauen gelang ihr im Jahre 2008 bei der Europameisterschaft in Tampere. Sie kam dort mit Siegen über Maider Unda Gonzales de Audicana aus Spanien und Karine Schadojan, Armenien, einer Niederlage gegen Stanka Slatewa Christowa aus Bulgarien und einem Sieg über Marina Gastl aus Österreich auf den 3. Platz und gewann damit eine Bronzemedaille.
Der größte Erfolg in ihrer Laufbahn gelang Jenny Fransson bei der Weltmeisterschaft 2012 in Strathcona County/Kanada. Sie wurde dort mit Siegen über Yasemin Adar, Türkei, Oksana Waschtschuk, Ukraine, Xu Qing, China und Güzäl Mänürowa, Kasachstan, Weltmeisterin.
Zwischen 2004 und 2012 startete Jenny Fransson, die eine Vielstarterin ist, noch bei vielen internationalen Meisterschaften. Zweimal nahm sie an Olympischen Spielen teil. Im Jahre 2008 verlor sie in Peking gegen die Olympiasiegerin Wang Jiao aus China und gegen Ali Sue Bernard aus den Vereinigten Staaten und kam auf den 9. Platz. Das gleiche Ergebnis erzielte sie auch 2012 in London. Dort siegte sie in ihrem ersten Kampf, quasi in einer Olympiarevanche, zwar gegen Ali Sue Bernard, verlor aber dann gegen Stanka Slatewa Christowa und gegen Wassilissa Marsaljuk.
Ansonsten belegte sie bei den Welt- und Europameisterschaften meist Plätze zwischen fünf und zehn. Dabei waren es hauptsächlich zwei Ringerinnen, gegen die sie bei solchen Meisterschaften immer wieder verlor und die damit bessere Platzierungen von ihr verhinderten. Das waren Anita Schätzle aus Deutschland und Stanka Slatewa Christowa.
Jenny Fransson ist auch vielfache schwedische Meisterin. Ihren ersten Meistertitel errang sie dabei bereits im Alter von 17 Jahren im Jahre 2004.
Im Jahre 2013 konnte sie ihren Erfolg von der Weltmeisterschaft 2012 nicht wiederholen. Sie verlor in Budapest nach einem Sieg über Wassilissa Marsaljuk etwas überraschend gegen Erica Wiebe aus Kanada. Da diese das Finale nicht erreichte, schied sie aus und belegte nur den 13. Platz.
In den Jahren 2014 bis 2016 gewann Jenny Fransson, bis auf eine Ausnahme, bei den internationalen Meisterschaften keine Medaillen mehr. Die Ausnahme war bei den Olympischen Spielen 2016 in Rio de Janeiro, denn dort holte sich in der Gewichtsklasse bis 69 kg Körpergewicht mit Siegen über Signe Marie Store, Norwegen und Aline Focken, Deutschland, einer Niederlage gegen Sara Doshō, Japan und einem Sieg über Dorothy Yeats, Kanada eine Bronzemedaille.
2020 wurde Fransson positiv auf das Dopingmittel Methyltestosteron getestet und für vier Jahre gesperrt.

## Internationale Erfolge
| Jahr | Platz  | Wettbewerb                                  | Gewichtsklasse | Ergebnisse |
| 2004 | 1.     | Nordische Juniorenmeisterschaft             | bis 70 kg      | vor Silja Henriksen, Norwegen |
| 2004 | 7.     | EM in Haparanda                             | bis 72 kg      | nach einem Sieg über Katarzyna Juszczak, Italien und Niederlagen gegen Güzäl Mänürowa, Russland und Stanka Slatewa Christowa, Bulgarien                                                                             |
| 2004 | 6.     | Junioren-EM (Cadets) in Albena/Bulgarien    | bis 70 kg      | Siegerin: Elena Diana Mudrag, Rumänien vor Jekaterina Bukina, Russland |
| 2005 | 3.     | Klippan-Lady-Open                           | bis 72 kg      | hinter Anita Schätzle und Marina Gastl, vor Ohenewa Akuffo, Kanada |
| 2005 | 10.    | Großer Preis von Deutschland in Dormagen    | bis 72 kg      | Siegerin: Anita Schätzle vor Jekaterina Bukina |
| 2005 | 7.     | Junioren-WM in Vilnius                      | bis 72 kg      | nach Sieg über Benita Zarzecka, Polen und Niederlage gegen Elena Diana Mudrag |
| 2005 | 8.     | Junioren-EM in Wrocław                      | bis 72 kg      | Siegerin: Marina Gastl vor Kristin Büttner, Deutschland |
| 2006 | 3.     | Klippan-Lady-Open                           | bis 72 kg      | hinter Anna Wawrzycka, Polen und Anita Schätzle, gemeinsam mit Swetlana Sajenko, Ukraine |
| 2006 | 7.     | EM in Moskau                                | bis 72 kg      | nach einem Sieg über Örskaya Burcu, Türkei und Niederlagen gegen Stanka Slatewa Christowa und Anita Schätzle |
| 2006 | 5.     | Großer Preis von Deutschland in Dormagen    | bis 72 kg      | Siegerin: Anita Schätzle vor Maider Unda Gonzales de Audicana |
| 2006 | 3.     | Golden-Grand-Prix in Baku                   | bis 72 kg      | hinter Anita Schätzle und Stanka Slatewa Christowa |
| 2006 | 1.     | Junioren-EM in Szombathely                  | bis 72 kg      | vor Wassilissa Marsaljuk, Marianna Kolic, Frankreich und Ana Maria Paic, Rumänien |
| 2006 | 5.     | Junioren-WM in Guatemala-Stadt              | bis 72 kg      | nach einem Sieg über Olga Schanibekowa, Kasachstan und Niederlagen gegen Wassilissa Marsaljuk und Jekaterina Bukina                                                                                                 |
| 2006 | 8.     | WM in Guangzhou                             | bis 72 kg      | nach einem Sieg über Ana Maria Paic und einer Niederlage gegen Swetlana Sajenko |
| 2007 | 2.     | Klippan-Lady-Open                           | bis 72 kg      | hinter Aljona Starodubzewa, Russland, vor Marina Gastl und Maria Louiza Vrjoni, Griechenland |
| 2007 | 7.     | EM in Sofia                                 | bis 72 kg      | nach einem Sieg über Elena Maria Mudrag und Niederlagen gegen Stanka Slatewa Christowa und Anita Schätzle |
| 2007 | 7.     | Großer Preis von Deutschland in Dormagen    | bis 72 kg      | Siegerin: Darja Nasarowa, Russland vor Yan Hong, China und Anita Schätzle |
| 2007 | 3.     | Dan Kolow & Nikola Petrow-Memorial in Sofia | bis 72 kg      | hinter Stanka Slatewa Christowa und Otschirbatyn Burmaa, Mongolei |
| 2007 | 3.     | Junioren-WM in Peking                       | bis 72 kg      | nach Siegen über Paige Rife, USA und Hiroe Suzuki, Japan, einer Niederlage gegen Wang Jiao und einem Sieg über Bae Ip-sae, Südkorea                                                                                 |
| 2007 | 7.     | WM in Baku                                  | bis 72 kg      | nach Siegen über Ohenewa Akuffo und Rosangela Concicao, Brasilien und einer Niederlage gegen Wang Xu, China |
| 2008 | 7.     | Klippan-Lady-Open                           | bis 72 kg      | Siegerin. Stanka Slatewa Christowa vor Maider Unda Gonzales de Audicana |
| 2008 | 3.     | EM in Tampere                               | bis 72 kg      | nach einem Sieg über Maider Unda Gonzales de Audicana und Karine Schadojan, Armenien, einer Niederlage gegen Stanka Slatewa Christowa und einem Sieg über Marina Gastl                                              |
| 2008 | 1.     | Großer Preis von Deutschland in Dormagen    | bis 72 kg      | vor Anita Schätzle und Olga Schanibekowa |
| 2008 | 9.     | OS in Peking                                | bis 72 kg      | nach Niederlagen gegen Wang Jiao und Ali Sue Bernard |
| 2009 | 3.     | Großer Preis von Deutschland in Dormagen    | bis 72 kg      | hinter Jekaterina Bukina und Natalja Witaljewna Worobjowa, beide Russland |
| 2009 | 2.     | Austrian-Lady-Open in Götzis                | bis 72 kg      | hinter Mami Shinkai, Japan, vor Swetlana Sajenko |
| 2009 | 2.     | Golden-Grand-Prix in Baku                   | bis 72 kg      | hinter Stanka Slatewa Christowa, vor Güzäl Mänürowa und Ohenewa Akuffo |
| 2009 | 15.    | WM in Herning/Dänemark                      | bis 72 kg      | nach Niederlagen gegen Otschirbatyn Burmaa und Maider Unda Gonzales de Audicana |
| 2010 | 5.     | Golden-Grand-Prix in Klippan                | bis 72 kg      | hinter Stephany Lee, USA, Emma Weberg, Schweden, Marina Gastl und Anna Wawrzycka |
| 2010 | 1.     | Austrian-Lady-Open in Götzis                | bis 72 kg      | vor Swetlana Sajenko und Maider Unda Gonzales de Audicana |
| 2010 | 3.     | Golden-Grand-Prix in Baku                   | bis 72 kg      | hinter Stanka Slatewa Christowa und Güzäl Mänürowa, gemeinsam mit Laure Ali Annabel, Kamerun, vor Otschirbatyn Burmaa und Aljona Starodubzewa                                                                       |
| 2010 | 5.     | WM in Moskau                                | bis 72 kg      | nach Siegen über Wassilissa Marsaljuk und Stephanie Lee und Niederlagen gegen Stanka Slatewa Christowa und Jekaterina Bukina                                                                                        |
| 2011 | 2.     | Yasar-Dogu-Memorial in Istanbul             | bis 72 kg      | hinter Stanka Slatewa Christowa, vor Mae Epp, Estland und Simger Yilmaz, Türkei |
| 2011 | 1.     | Golden-Grand-Prix in Klippan                | bis 72 kg      | vor Mae Epp, Kitti Godo, Ungarn und Agnieszka Wieszczek, Polen |
| 2011 | 12.    | EM in Dortmund                              | bis 72 kg      | nach einer Niederlage gegen Stanka Slatewa Christowa |
| 2011 | 1.     | Austrian-Lady-Open in Götzis                | bis 72 kg      | vor Marina Gastl, Erica Wiebe, Kanada und Nadeschda Semenzowa, Aserbaidschan |
| 2011 | 7.     | Golden-Grand-Prix in Baku                   | bis 72 kg      | Siegerin: Stanka Slatewa Christowa vor Natalja Worobjowa |
| 2011 | 1.     | Ion-Corneanu-Memorial in Targoviste         | bis 72 kg      | vor Vanessa Wilson, Kanada, Kitti Godo und Maria Elena Popescu (Mudrag) |
| 2011 | 18.    | WM in Istanbul                              | bis 72 kg      | nach einer Niederlage gegen Sli Sue Bernard |
| 2011 | 3.     | FILA-Test-Turnier in London                 | bis 72 kg      | hinter Jekaterina Bukina und Stanka Slatewa Christowa |
| 2012 | 2.     | Dan Kolow & Nikoa Petrow-Memorial in Sofia  | bis 72 kg      | hinter Stanka Slatewa Christowa, vor Marina Gastl und Maider Unda Gonzales de Audicana |
| 2012 | 3.     | Golden-Grand-Prix in Klippan                | bis 72 kg      | hinter Natalja Worobjowa und Maider Unda Gonzales de Audicana, gemeinsam mit Sheherezade Bentorki, Frankreich |
| 2012 | 5.     | EM in Belgrad                               | bis 72 kg      | hinter Maja Gunvor Erlandsen, Norwegen, Katerina Burmistrowa, Ukraine, Natalja Worobjowa und Maider Unda Gonzales de Audicana                                                                                       |
| 2012 | 1.     | Olympia-Qualif.-Turnier in Sofia            | bis 72 kg      | vor Katerina Burmistrowa, Maider Unda Gonzales de Audicana und Agnieszka Wieczczek-Kordus |
| 2012 | 2.     | Austrian-Lady-Open in Götzis                | bis 72 kg      | hinter Leah Callahan, Kanada, vor Maider Unda Gonzales de Audicana und Marina Gastl |
| 2012 | 3.     | Großer Preis von Spanien in Madrid          | bis 72 kg      | hinter Stanka Slatewa Christowa und Laure Ali Annabel |
| 2012 | 9.     | OS in London                                | bis 72 kg      | nach einem Sieg über Ali Sue Bernard und Niederlagen gegen Stanka Slatewa Christowa und Wassilissa Marsaljuk |
| 2012 | 1.     | Golden-Grand-Prix in Baku                   | bis 72 kg      | vor Katerina Burmistrowa, Otschirbatyn Burmaa und Agnieszka Wiesczcek-Kordus |
| 2012 | 1.     | WM in Strathcona County/Kanada              | bis 72 kg      | nach Siegen über Yasemin Adar, Türkei, Oksana Waschtschuk, Ukraine, Xi Qing, China und Güzäl Mänürowa |
| 2013 | 1.     | Nordische Meisterschaft in Esloev           | bis 72 kg      | vor Mae Epp, Estland und Jenny Aardalen, Norwegen |
| 2013 | 8.     | "Wacław-Ziółkowski"-Memorial in Spała       | bis 72 kg      | Siegerin: Erica Wiebe, Kanada vor Güsäl Mänürowa und Natalja Worobjewa |
| 2013 | 13.    | WM in Budapest                              | bis 72 kg      | nach einem Sieg über Wassilissa Marsaljuk und einer Niederlage gegen Erica Wiebe |
| 2013 | 3.     | Golden-Grand-Prix in Baku                   | bis 72 kg      | hinter Natalja Worobjewa und Hiroe Suzuki, Japan |
| 2013 | 1.     | Copa Brasil in Rio de Janeiro               | bis 72 kg      | vor Aline da Silva, Brasilien und Ksenia Burakowa, Russland |
| 2014 | 11.    | EM in Vantaa/Finnland                       | bis 69 kg      | nach einer Niederlage gegen Aline Focken, Deutschland |
| 2014 | 1.     | Nordische Meisterschaft in Turku            | bis 69 kg      | vor Jenny Aardalen |
| 2014 | 1.     | Golden-Grand-Prix in Baku                   | bis 69 kg      | vor Odonchimeng Badrach, Mongolei, Alina Stadnik-Machinja und Laura Skujina, Lettland |
| 2014 | 5.     | WM in Taschkent                             | bis 69 kg      | nach Siegen über Kristina Fedoraschko, Belarus und Agnieszka Wieszczek-Kordus, Polen, einer Niederlage gegen Sara Dosho, Japan, einem Sieg über Alina Stadnik-Machinja und einer Niederlage gegen Natalja Worobjowa |
| 2015 | 5.     | WM in Las Vegas                             | bis 69 kg      | nach Siegen über Maria Jose Acosta Acosta, Venezuela und Elena Piroschkowa, USA, einer Niederlage gegen Natalja Worobjowa, einem Sieg über Eun Sun Jeong, Korea und einer Niederlage gegen Aline Focken             |
| 2016 | 13.    | EM in Riga                                  | bis 69 kg      | Siegerin: Maria Mamaschuk, Belarus |
| 2016 | Bronze | OS in Rio de Janeiro                        | bis 69 kg      | nach Siegen über Signe Marie Store, Norwegen und Aline Focken, einer Niederlage gegen Sara Dosho, Japan und einem Sieg über Dorothy Yeats, Kanada                                                                   |
| 2018 | 1.     | EM in Kaspijsk                              | bis 72 kg      | nach Siegen über Cynthia Vescan, Frankreich, Beste Altug, Türkei und Anastasia Simiankowa, Belarus |
| 2018 | 14.    | WM in Budapest                              | bis 68 kg      | nach einem Sieg über Rio Watari, Japan und einer Niederlage gegen Battsetseg Soronzonbold, Mongolei |
| 2019 | 3.     | EM in Bukarest                              | bis 68 kg      | nach einem Sieg über Anastasija Bratschikowa, Russland, einer Niederlage gegen Alla Tscherkassowa, Ukraine und Siegen über Agnieszka Wieszczek, Polen und Irina Netreba, Aserbaidschan                              |
| 2019 | 5.     | Europaspiele in Minsk                       | bis 68 kg      | nach einem Sieg über Irina Netreba, einer Niederlage gegen Anastasija Bratschikowa, einem Sieg über Buse Tosun und einer Niederlage gegen Alla Tscherkassowa                                                        |
| 2019 | 2.     | WM in Nur-Sultan                            | bis 68 kg      | nach Siegen über Suse Tosun, Koumba Larroque, Frankreich, Battsetseg Soronzonbold und Alla Tscherkassowa und einer Niederlage gegen Tamyra Mensah-Stock, USA                                                        |

Erläuterungen
- alle Wettbewerbe im freien Stil
- OS = Olympische Spiele, WM = Weltmeisterschaft, EM = Europameisterschaft
- im Gegensatz zu den Männern werden bei den Frauen auch in den Jahren, in denen Olympische Spiele stattfinden, Weltmeisterschaften durchgeführt, weil bei den Olympischen Spielen bei den Frauen nur vier Gewichtsklassen zur Austragung kommen